# Kannur Inam, Sagar
Kannur Inam là một làng thuộc tehsil Sagar, huyện Shimoga, bang Karnataka, Ấn Độ.